# Mandra-See
Der Mandra-See (bulgarisch Мандренско езеро Mandrensko ezero) liegt unmittelbar südlich von Burgas, einer Hafenstadt am Schwarzen Meer. Der See ist Teil der Seelandschaft Burgasseen und des Projektes „Feuchtgebiete von Burgas“. Der See ist heute durch einen Damm zweigeteilt und liegt entlang der Via Pontica, hier in der Bedeutung des östlichen Nord-Süd Migrationswegs der Zugvögel.
Der See bildet die Grenze der Tiefebene von Burgas im Norden und des Strandschagebirges mit dem gleichnamigen Naturpark im Süden. Im Norden ist der See stellenweise vom Stadtbezirk Meden Rudnik und weiteren Vororten umgeben. Der See wurde künstlich angelegt und besitzt einen großen Fischreichtum.
Auch nisten hier über 250 Vogelarten, die im roten Buch Bulgariens verzeichnet sind, u. a. auch Pelikane und Kormorane.

## Geschichte
Ältere Namen des Sees sind Körfez, Achrenslijsko Marsch und Jazekljiski. Der Name Körfez leitet sich aus dem gleichnamigen türkischen Wort ab und bedeutet Bucht. Unter diesen Namen wurde der See im Jahr 1493 erwähnt. 1844 berichtet Konstantin Jireček, dass der See eine Länge von 10 km und eine Breite zwischen ein und zwei Kilometer habe und ein nach Osten geöffneter Liman mit schwachen, jedoch rhythmischen Gezeiten sei. Im Sommer und vor allem bei östlichen Winden steige der Salzgehalt an. Nach einem Bericht des Prof. Bontschew aus dem Jahr 1912 hatte der See eine Fläche von 16,5 km² und war kleiner als der Burgas-See. Im Bericht wurde auch festgestellt, dass die Tiefe am Abfluss des Sees in der Gegend Poda (heute Naturschutzgebiet Poda) 5 Meter und im westlichen Teil zwischen 70 und 80 Zentimeter beträgt.
Der See war bis 1934 in einem ursprünglichen Zustand, als die ersten Korrekturen seiner Ufer und der Mündungen seiner Zuflüsse unternommen wurden. So wurden im westlichen Teil Dämme errichtet, die das Ackerland und die naheliegenden Flüchtlingsquartiere (Thrakische Bulgaren) schützten.
1963 wurde der Damm errichtet, was dazu führte, dass heute der Großteil des Sees ein Süßwasserreservoir ist und seine Fläche um das Vierfache anstieg. Dadurch wurde der freie Abfluss des Sees unterbrochen und große Teile des Marschlandes überflutet. In diesem Zusammenhang verschwand die einzige Kolonie von Rosapelikanen in Bulgarien.

## Der See heute

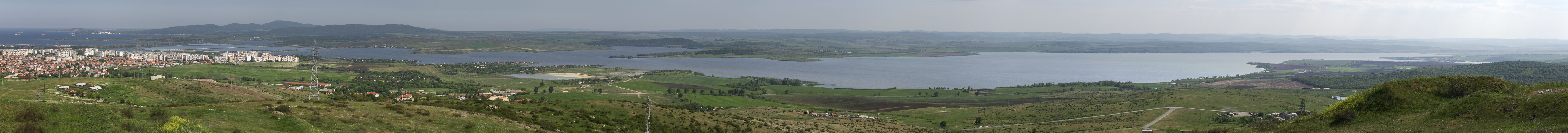
Meden Rudnik (rechts), der Mandra-See, das Naturschutzgebiet Usungeren und das Strandscha-Gebirge im Hintergrund.

Der Mandra-See ist mit einer Wasserfläche von 38 km² der größte der vier Burgasseen. Er ist 8 km lang und bis zu 1,3 km breit. In ihn münden die vier Flüsse Isworska, Sredezska, Fakijska und Rusokastrenska. Im Osten ist er durch einen Damm begrenzt, der unmittelbar am südlichen Ende von Burgas errichtet worden ist. Weitere Orte am Ufer sind Konstantinowo, Dimtschewo und Prissad.
Nach der Errichtung des Dammes blieben östlich vom See die heutigen Marschgebiete Poda und Usungeren, die 1989, beziehungsweise 2005 zu Naturschutzgebieten erklärt wurden. Ein Teil des Mandra-Sees wurde bereits 1980 zum Naturschutzgebiet erklärt. 1990 kam mit der Mündung des Flusses Isworska im Mandra-See ein weiteres unter Schutz stehendes Gebiet hinzu. Im Westen und Südwesten geht der See in die Wälder des Strandscha-Gebirge über.

## Galerie

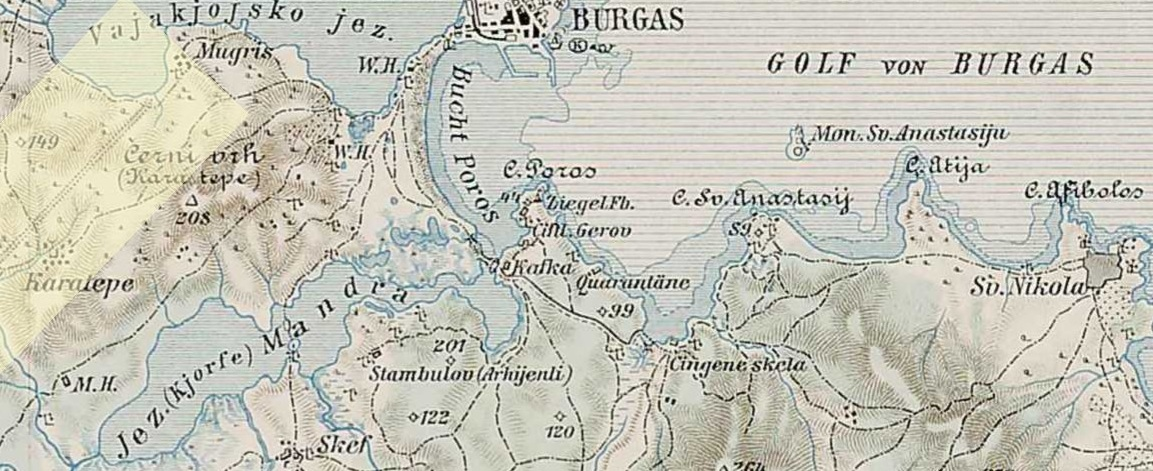
Der Mandra-See, Burgas und die Region südlich davon im Jahr 1903
Karte der Seen um die Stadt Burgas
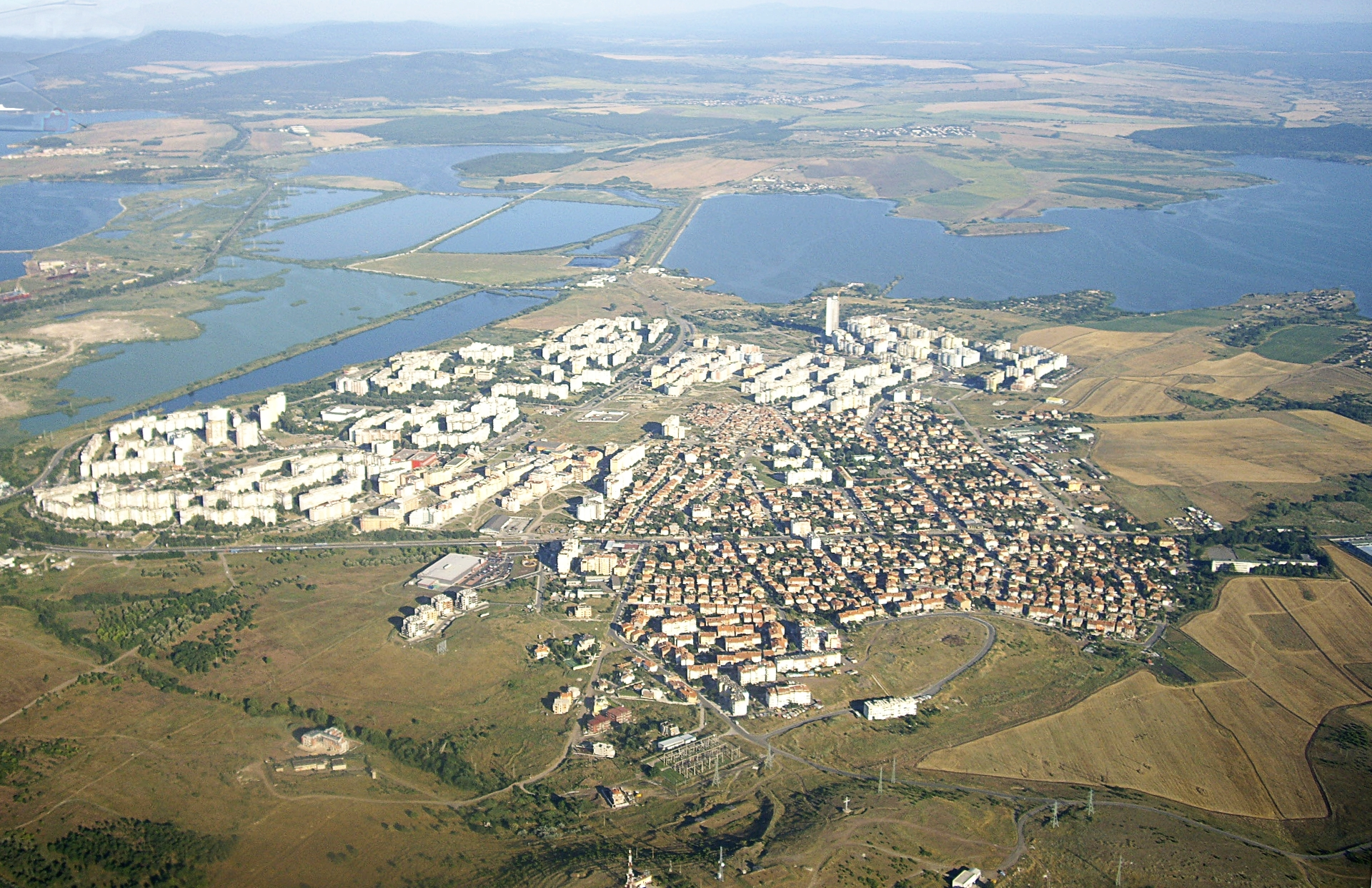
Das östliche Ende des Sees mit dem Damm und der Stadtteil Meden Rudnik